# Zapotal (Los Ríos)
Zapotal ist eine Ortschaft und eine Parroquia rural („ländliches Kirchspiel“) im Kanton Ventanas der ecuadorianischen Provinz Los Ríos. Die Parroquia besitzt eine Fläche von 246,95 km². Die Einwohnerzahl lag im Jahr 2014 bei 16.442.

## Lage
Die Parroquia Zapotal liegt in der Ebene westlich der Anden. Der Río Zapotal durchquert das Gebiet in südlicher Richtung. Dessen linker Nebenfluss Río Oncebí begrenzt das Verwaltungsgebiet im Südosten. Der Hauptort Zapotal befindet sich am linken Flussufer des Río Zapotal 12 km nordöstlich vom Kantonshauptort Ventanas.
Die Parroquia Zapotal grenzt im Nordosten an den Kanton Quinsaloma und an den Kanton Las Naves (Provinz Bolívar), im Südosten an die Parroquia Chacarita, im Süden an die Parroquia Los Ángeles und an das Municipio von Ventanas, im Südwesten an die Parroquia Puerto Pechiche (Kanton Puebloviejo), im Westen an die Parroquia Vinces und den Kanton Mocache sowie im Nordwesten an die Parroquia San Carlos (Kanton Quevedo).

## Orte und Siedlungen
In der Parroquia gibt es etwa 62 Recintos. Die wichtigsten Barrios sind: Callejón, Las Ficus, Las Malvinas, Las Palmas, Los Almendros und Zapotalillo.

## Geschichte
Die Parroquia Zapotal wurde am 12. Oktober 1852 gegründet. Im Juli und im August 2011 wurden die südlichen Gebiete ausgegliedert und bilden seitdem die Parroquias Chacarita und Los Ángeles.